# Willy Kükenthal
Willy Georg Kükenthal (ur. 4 sierpnia 1861 w Weißenfels, zm. 20 sierpnia 1922 w Berlinie) – niemiecki zoolog specjalizował się w ssakach morskich, profesor i rektor Uniwersytetu we Wrocławiu.

## Życiorys
Do szkoły uczęszczał w Weißenfels i Halle, a następnie studiował na uniwersytecie w Monachium mineralogię, a później zoologię w Jenie, uzyskując w 1884 tytuł doktora. W 1885 rozpoczął pracę i wykłady na Uniwersytecie w Jenie. W 1886 brał udział w wyprawie na Borneo, ponownie w 1893. Specjalizował się w badaniu Octocoralli podklasy taksonomicznej obejmującej pióra morskie, wachlarze morskie i koralowce miękkie. W 1887 uzyskał habilitację, a dwa lata później został profesorem filogenezy w Jenie. Od 1898 był profesorem anatomii porównawczej i zoologii na Uniwersytecie we Wrocławiu oraz dyrektorem muzeum zoologicznego. W 1916 został wybrany rektorem Uniwersytetu Wrocławskiego. W 1918 przeniósł się do Berlina ponieważ został mianowany profesorem zoologii na Uniwersytecie Berlińskim oraz dyrektorem muzeum zoologicznego. W latach 1918–1919 był prezesem Niemieckiego Towarzystwa Zoologicznego. Kükenthal był przede wszystkim zainteresowany anatomią porównawczą i prowadził embriologiczne i porównawcze badania anatomiczne wielorybów i innych ssaków morskich. Zmarł w Berlinie w wyniku choroby nowotworowej.